# Schloss Strelitz

Lithografie des Schlosses Strelitz, 1860–61, Sammlung Alexander Duncker

Schloss Strelitz ist ein Schloss im polnischen Strzelce, gelegen in der Landgemeinde Chodzież in der Woiwodschaft Großpolen.
Das Schloss geht auf ein Nonnenkloster zurück. Die Herrschaft Strelitz wurde 1789 von Christoph von Zacha erworben. Nach schweren Brandschäden 1840 wurde das Gebäude bis 1844 nach Plänen von Friedrich August Stüler im Stil der Neogotik neu erbaut. Vor dem Ersten Weltkrieg gehörte das Schloss dem Grafen Thaddäus Morstin.